# República (barrio de São Paulo)
República es un barrio de la ciudad de São Paulo, Brasil, ubicado en el distrito homónimo en la región central de la ciudad. Pertenece administrativamente a la subprefectura de Sé.
Los orígenes del distrito se remontan a la primera expansión efectiva del núcleo principal del municipio desde su colina central (el llamado Centro Velho, que hoy ocupa el distrito de Sé) hacia el oeste del río Anhangabaú (hoy Valle de Anhangabaú), especialmente durante la segunda mitad del siglo XIX y las primeras décadas del siglo XX. La región del actual distrito sería llamada en ese entonces como "Centro Nuevo" en contraposición a la región del "centro viejo".
Para ello, jugó un papel importante la aparición de la pendiente llamada Ladeira do Acu, al final de la cual se terminó construyendo un pequeño puente que permitiría continuar su recorrido más allá de las aguas y el valle del mencionado río. Este camino luego se denominaría Rua de São João Batista y hoy corresponde al tramo central de la avenida São João, una de las principales vías de la región central del municipio. Desde entonces el barrio, formado básicamente por fincas fue sumando calles que aún hoy se aprecian en el tejido urbano como la calle siete de abril, Coronel Xavier de Toledo, Ypiranga (actual Avenida Ipiranga), entre otras. También se conformó una zona como un punto de entretenimiento para los paulistanos de la época con paseos a caballo y corridas de toro: el Largo dos Curros, que actualmente es la Plaza de la República, que da nombre al barrio.